# Huperzia bartleyi
Huperzia bartleyi là một loài thực vật có mạch trong Họ Thạch tùng. Loài này được (Cusick) Holub mô tả khoa học đầu tiên năm 1991.